# Mabobol
Mabobol est un village de la région du Centre du Cameroun, situé dans la commune de Bot-Makak. 

## Population et développement
En 1962, la population de Mabobol était de 192 habitants. La population de Mabobol était de 208 habitants, lors du recensement de 2005. La population est constituée pour l’essentiel de Bassa.  